# Die Unzufriedene
Die Unzufriedene, eine unabhängige Wochenschrift für alle Frauen war eine österreichische Frauenzeitschrift, die zwischen 1923 und 1934 in Wien herausgegeben wurde. Die Zeitschrift erschien wöchentlich im Format 4°. Nach den Februarkämpfen 1934 wurde die Zeitschrift in Das kleine Frauenblatt: eine unabhängige Wochenschrift für alle Frauen umbenannt und 1944 eingestellt. Während der Jahre 1935, 1936 und 1938 wurde zudem von der illegalen KPÖ ein illegales Periodikum mit dem Titel Die Unzufriedene in Umlauf gebracht. 
Die Unzufriedene sah sich in der Gründungsphase als Sprachrohr der unzufriedenen Frauen. Im Einleitungsartikel der ersten Ausgabe stellten die Verantwortlichen fest: „Die Unzufriedene will (...) Sprachrohr und Führerin sein im Kampfe wider alles Unrecht, wider allen Unverstand, wider alle Rückständigkeit. In der Unzufriedenheit liegt der Fortschritt der Menschheit. Wenn die Frauen vorwärtskommen wollen, müssen auch sie unzufrieden sein.“ Als Eigentümerin, Verlegerin, Herausgeberin und verantwortliche Redakteurin wirkte zunächst Eugenie Brandl, später Paula Hons. Während des Österreichischen Bürgerkriegs musste die Zeitschrift ihr Erscheinen einstellen und erschien zwischen dem 11. Februar und dem 22. April 1934 nicht. Danach hatte sich die Blattlinie radikal geändert. So postulierte die Zeitschrift in der Ausgabe vom 22. April 1934: „Was viele Männer noch nicht sehen wollen, haben Frauen heute schon ausgesprochen: die Sozialdemokratie ist geschlagen, niedergeworfen; es gilt, aus dieser Niederlage die Folgerungen zu ziehen und sich in der neuen Welt der Tatsachen zurechtzufinden und - was das Wichtigste ist - in dieser Welt von den alten Werten, die die Arbeiterschaft mit ihren Frauen geschaffen hat, zu retten, was noch zu retten ist.“ Gleichzeitig startete die Zeitschrift ein Preisausschreiben, um einen neuen Namen für die Zeitschrift zu finden. Mit der Ausgabe vom 1. Juli 1934 wurde der Titel der Zeitung in Das kleine Frauenblatt: eine unabhängige Wochenschrift für alle Frauen geändert. Das kleine Frauenblatt wurde am 28. September 1944 eingestellt. Nach dem Zweiten Weltkrieg knüpfte Die Frau an die Die Unzufriedene an und erschien mit dem Titel „Die Frau vereinigt mit Die Unzufriedene“. In der Folge wurde bis 1951 eine Rubrik unter dem Titel „Die Unzufriedene“ geführt.